# بیشده
بیشده، روستایی از توابع بخش مشکان شهرستان نی‌ریز در استان فارس ایران است. این روستا در 2 کیلومتر شهر مشکان مرکز بخش و در مسیر جاده جدید مشکان به نی ریز معروف به مسیر نقارخانه واقع شده است.